# Beligan
Beligan is een bestuurslaag in het regentschap Indragiri Hulu van de provincie Riau, Indonesië. Beligan telt 1440 inwoners (volkstelling 2010).